# Geir Moen
Geir Moen (Oslo, 26 de junho de 1969) é um antigo atleta noueguês, especialista em provas de velocidade pura. Na sua prova preferida, os 200 metros, foi Campeão da Europa em 1994 e Campeão do Mundo em Pista Coberta em 1995.
Internacionalmente, estreou-se em 1989 nos Campeonatos da Europa em Pista Coberta. Em 1994 atingiu o ponto mais alto da sua carreira ao vencer de medalha de ouro nos 200 metros e a de prata nos 100 metros dos Campeonatos da Europa realizados em Helsínquia. No mesmo ano, em representação da equipa da Europa, terminou em terceiro lugar a prova de 200 metros da Taça do Mundo de 1994, atrás do britânico John Regis e do namibiano Frank Fredericks.
No ano seguinte, venceu os 200 metros do Campeonato Mundial de Atletismo em Pista Coberta e terminou na sexta posição a final dos Campeonatos Mundiais de Gotemburgo. Atingiu, pela última vez na sua carreira, uma final internacional nos Campeonatos da Europa de 1998, em Budapeste, onde foi quarto classificado.  Esteve ainda presente nos Campeonatos da Europa de 2002, onde foi apenas semi-finalista. Competiu ainda nos Jogos Olímpicos de 1996 e 2000, sem nunca ter atingido a final. 
Foi campeão norueguês de 100 metros em 1989, 1993-1999 e 2002, e de 200 metres nos anos de 1988, 1991, 1993, 1995-1999 e 2002.